# Romano Baraldi
Romano Baraldi (Sermide, 6 gennaio 1947) è un ex rugbista a 15 italiano, attivo nel ruolo di tre quarti ala.
Militante nel Petrarca tra fine anni sessanta e i primi settanta, ha vinto quattro scudetti con il club padovano, risultando miglior marcatore di mete del campionato in un'occasione.
Vanta anche una presenza in nazionale per l'Italia.

## Palmarès
- Campionati italiani: 4
Petrarca: 1969-70, 1970-71, 1971-72, 1972-73